# 氣旋多維
強烈熱帶氣旋多維（英語：Severe Tropical Cyclone Dovi）是2021－2022年澳洲地區熱帶氣旋季的第3場風暴、第1場熱帶氣旋，也是第1個達到強烈熱帶氣旋等級的氣旋。

## 氣象歷史
2月5日，一個低壓在珊瑚海形成，美國海軍研究實驗室給予擾動編號92P。下午2時，澳大利亞國家氣象局將其升格為熱帶性低氣壓，給予編號18U。
2月7日，系統離開澳大利亞國家氣象局責任範圍，因此改由斐濟氣象局接續發報。
2月7日上午8時，斐濟氣象局將其評為熱帶擾動，給予編號08F。
2月8日凌晨2時，斐濟氣象局將其升格為熱帶低氣壓。
2月9日凌晨3時，聯合颱風警報中心將其升格為熱帶風暴，給予編號11P。下午3時，斐濟氣象局將其升格為一級熱帶氣旋，並命名為多維（Dovi）。
2月10日下午3時，斐濟氣象局將其升格為二級熱帶氣旋。晚間9時，聯合颱風警報中心將其升格為一級熱帶氣旋。同時，斐濟氣象局將其升格為三級強烈熱帶氣旋。
2月11日凌晨3時，聯合颱風警報中心將其升格為二級熱帶氣旋。上午9時，聯合颱風警報中心將其降格為一級熱帶氣旋，並取消上一報之升格。下午2時，斐濟氣象局將其升格為四級強烈熱帶氣旋。晚間9時，斐濟氣象局將其降格為三級強烈熱帶氣旋。
2月12日凌晨3時，聯合颱風警報中心將其降格為熱帶風暴，並對其發佈最終警告。同時，斐濟氣象局判定其已轉化為溫帶氣旋。

## 影響
多維在瓦努阿圖和新喀里多尼亞造成大範圍洪水，大風也導致新喀里多尼亞的電力和電話線路中斷。新喀里多尼亞當局在全境發布救援警報。在洪水污染了該鎮的供水後，費瑟斯頓鎮被置於沸水通知之下。大風吹倒了樹木，損壞了財產並導致大面積停電，而奧克蘭海港大橋則禁止通行。受影響最嚴重的地區是惠靈頓、塔拉納基、懷卡托和奧克蘭。一棵樹倒在他們駕駛的汽車上後，拉格倫的一個人受了重傷。

## 外部連結
- 世界氣象組織（页面存档备份，存于）
- 澳洲氣象局（页面存档备份，存于）
- 斐濟氣象部門（页面存档备份，存于）
- 紐西蘭氣象局（页面存档备份，存于）
- 美國聯合颱風警報中心（页面存档备份，存于）